# TRPC3
TRPC3 (англ. Transient receptor potential cation channel subfamily C member 1), также известен как TRP-3 (англ. transient receptor protein 3) — белок, который кодируется одноимённым геном. Относится к ионным каналам.
Подсемейство TRPC3 / 6/7 участвует в регуляции сосудистого тонуса, роста клеток, пролиферации и патологической гипертрофии. Это чувствительные к диацилгилцерину катионные каналы, которые регулируют внутриклеточный кальций посредством активации пути фосфолипазы C (PLC) и / или путем определения истощения запасов Ca2 +. Их роль в гомеостазе кальция сделала их потенциальными терапевтическими мишенями при различных центральных и периферических патологиях.

## Функции
Неспецифическая катионная проводимость, вызванная активацией TrkB с помощью BDNF, является TRPC3-зависимой в ЦНС. Каналы TRPC почти всегда локализованы с клетками, экспрессирующими mGluR1, и, вероятно, играют роль в mGluR-опосредованных возбуждающих постсинаптических потенциалах.
Канал TRPC3 преимущественно экспрессируется в невозбудимых типах клеток, таких как олигодендроциты. Однако есть данные о том, что активные каналы TRPC3 в выходных нейронах базальных ганглиев (BG) ответственны за поддержание тонического внутреннего деполяризующего тока, который регулирует мембранный потенциал покоя и способствует регулярному возбуждению нейронов. И наоборот, ингибирование TRPC3 способствует гиперполяризации клеток, что может привести к более медленному и нерегулярному возбуждению нейронов. Хотя неясно, имеют ли каналы TRPC3 сходную с другими членами подсемейства экспрессию, другие члены семейства TRPC были локализованы на асконном холмике, теле клетки и дендритных отростках клеток, экспрессирующих дофамин.
Нейромодулятор, вещество P, активирует каналы TRPC3 / 7, индуцируя клеточные токи, которые лежат в основе ритмической активности водителя ритма в пре-Ботцингеровом комплексе, повышая регулярность и частоту дыхательных ритмов, демонстрируя гомологию с механизмом в нейронах BG. Трансгенные кардиомиоциты, экспрессирующие TRPC3, демонстрируют увеличенную продолжительность потенциала действия при воздействии агониста TRPC3. Те же кардиомиоциты также увеличивают частоту возбуждения при воздействии агонистов в соответствии с протоколом противостолбнячного зажима, предполагающим, что они могут играть роль в сердечном аритмогенезе.

## Модуляторы
Из малых молекул агонистом является GSK1702934A, а антагонистами — GSK417651A и GSK2293017A. Коммерчески доступный ингибитор доступен в форме соединения пиразола, Pyr3 TRPC3.

## Взаимодействие
TRPC3 взаимодействует с TRPC1 и TRPC6..